# Svetlana Marinchenko
Svetlana Marinchenko (* 1989) ist eine russische Jazzmusikerin (Piano, Komposition).

## Leben und Wirken
Marinchenko lernte, nachdem sie mit 17 Jahren durch John Coltranes Album A Love Supreme tief beeindruckt wurde, aus dem Stand heraus Klavier. Bereits drei Jahre später studierte sie Jazzpiano am Mussorgsky-Musikkonservatorium in St. Petersburg bei Andrei Kondakov und nahm an einem Meisterkurs von Herbie Hancock teil. 
Marinchenko trat mit ihrer Band Svetamuzika international bei zahlreichen Jazzfestivals und -clubs auf. 2015 erschien beim Plattenlabel Art-Beat ihr Debütalbum Present Simple mit eigenen Kompositionen. Sie wurde mehrmals ins russische Fernsehen eingeladen, beispielsweise als Teilnehmerin in der ersten russischen Jazzshow „Big Jazz“. An der Hochschule für Musik und Theater München setzte sie 2016 ihre Studien bei Tizian Jost fort, sodann an der Sommerakademie des Berklee College of Music. 2000 gab das Svetlana Marinchenko Trio feat. Julian Hesse ein Konzert, das der Bayerische Rundfunk sendete. 2021 erschien bei Losen Records ihr Album Letters to My Little Girl, das sie mit ihrem Trio (Peter Cudek am Bass und Ofri Nehemya am Schlagzeug) sowie den Gästen Enji Erkhembayar, Fiona Grond und Matthäus von Schlippe aufnahm.
Marinchenko wurde beim Wettbewerb Jazz-Composers in Groningen mit dem dritten Platz ausgezeichnet. In München gewann sie 2016 die Steinway Competition und 2019 den Kurt Maas Jazz Award.